# Nguyễn Thị Doan
Nguyễn Thị Doan (sinh ngày 11 tháng 1 năm 1951) là một chính trị gia Việt Nam. Bà từng là Phó Chủ tịch nước Cộng hòa Xã hội Chủ nghĩa Việt Nam (2007 - 2016), nguyên Ủy viên Ban Chấp hành Trung ương Đảng Cộng sản Việt Nam khóa VIII, IX, X, XI, Đại biểu Quốc hội Việt Nam khóa XIII thuộc Đoàn đại biểu tỉnh Hà Nam, nguyên Hiệu trưởng Trường Đại học Thương mại.
Thời kỳ còn giữ chức vụ Phó Chủ tịch nước Cộng hòa Xã hội chủ nghĩa Việt Nam, bà còn kiêm nhiệm các chức danh khác như Ủy viên Hội đồng Lý luận Trung ương, Phó Chủ tịch thứ nhất Hội đồng Thi đua Khen thưởng Trung ương, Chủ tịch Hội đồng bảo trợ Quỹ bảo trợ trẻ em Việt Nam...trong gần 10 năm từ 2006 đến 2016. Nguyễn Thị Doan được đánh giá là một trong những nữ chính khách kinh nghiệm và quyền lực nổi bật trên chính trường Việt Nam bên cạnh các nữ chính trị gia khác như Phó Chủ tịch Thường trực Quốc hội Tòng Thị Phóng, Chủ tịch Quốc hội Nguyễn Thị Kim Ngân, Trưởng ban dân vận Trung ương Trương Thị Mai.
Sau khi kết thúc nhiệm kỳ Phó Chủ tịch nước, bà giữ chức Chủ tịch Hội Khuyến học Việt Nam.

## Xuất thân
Nguyễn Thị Doan sinh ngày 11 tháng 1 năm 1951 tại xã Chân Lý, huyện Lý Nhân, tỉnh Hà Nam.

## Giáo dục
Bà là Giáo sư, Tiến sĩ Kinh tế và có trình độ Cao cấp về lý luận chính trị. Bà Nguyễn Thị Doan gia nhập Đảng Cộng sản Việt Nam ngày 11 tháng 7 năm 1982.

## Sự nghiệp

### Trường Đại học Thương mại
- Từ 1968 đến 1973: Học và tốt nghiệp tại trường Đại học Thương mại Hà Nội.
- Từ 1974 đến 1979: Là Giảng viên trường Đại học Thương mại.
- Từ 1981 đến 1992: Là Nghiên cứu sinh và bảo vệ luận án Tiến sĩ Kinh tế tại Bulgaria. Sau đó sang Pháp học và làm luận án Tiến sĩ Quản trị kinh doanh tại Trường Quản lý Kinh doanh châu Âu.
- Năm 1993: Là Hiệu trưởng trường Đại học Thương mại.
- Tháng 6 năm 1996: Tại Đại hội Đại biểu toàn quốc lần thứ VIII của Đảng, được bầu là Ủy viên Ban Chấp hành Trung ương Đảng.

### Ủy ban Kiểm tra Trung ương
- Tháng 8 năm 1999: Tại Hội nghị lần thứ 7 Ban Chấp hành Trung ương Đảng khoá VIII, được bầu là Ủy viên Ủy ban Kiểm tra Trung ương.
- Tháng 4 năm 2001: Tại Đại hội Đại biểu toàn quốc lần thứ IX của Đảng, được bầu là Ủy viên Ban Chấp hành Trung ương Đảng, phân công giữ chức Phó Chủ nhiệm Thường trực Ủy ban Kiểm tra Trung ương.
- Tháng 12 năm 2005: Tại Đại hội Đảng bộ khối I cơ quan Trung ương lần thứ 6 được bầu giữ chức Phó Bí thư Đảng ủy khối.
- Tháng 4 năm 2006: Tại Đại hội Đại biểu toàn quốc lần thứ X của Đảng, được bầu là Ủy viên Ban Chấp hành Trung ương Đảng, Phó Chủ nhiệm Thường trực Ủy ban Kiểm tra Trung ương.

### Phó Chủ tịch nước (2007-2016)
- Ngày 25 tháng 7 năm 2007: Tại Kỳ họp thứ nhất Quốc hội khoá XII được bầu giữ chức Phó Chủ tịch nước Cộng hòa Xã hội Chủ nghĩa Việt Nam sau khi Trương Mỹ Hoa quyết định hưu trí năm 2007.
- Tháng 1 năm 2011: Tại Đại hội Đại biểu toàn quốc lần thứ XI của Đảng, được bầu là Ủy viên Ban Chấp hành Trung ương Đảng.[2]
- Ngày 26 tháng 7 năm 2011 được Quốc hội khóa XIII bầu lại giữ chức Phó Chủ tịch nước Cộng hòa Xã hội Chủ nghĩa Việt Nam.
- Ngày 7 tháng 4 năm 2016, bà đã được Quốc hội khóa XIII miễn nhiệm chức vụ Phó Chủ tịch nước, hưu trí theo chế độ.[3]

## Hội Khuyến học Việt Nam
Ngày 22 tháng 9 năm 2016, bà được bầu làm Chủ tịch Hội Khuyến học Việt Nam

## Phong tặng
- Huân chương Tự do hạng nhất của Lào (2025)[4]